# Kakadu-Maus
Die Kakadu-Maus (Pseudomys calabyi) ist ein Nagetier aus der Gattung der Australischen Mäuse. Diese Art wurde 1973 entdeckt und 1987 wissenschaftlich beschrieben. Das Artepitheton ehrt den australischen Biologen John Henry Calaby (1922–1998).

## Merkmale
Die Kakadu-Maus erreicht eine Kopf-Rumpf-Länge von 75 bis 95 mm, eine Schwanzlänge von 70 bis 95 mm, eine Hinterfußlänge von 17 bis 19 mm, eine Ohrenlänge von 13 bis 14 mm und ein Gewicht von 15 bis 24 g. Die Weibchen haben vier Bauchzitzen. Der Kopf ist lang und flach. Die Oberseite und das Gesicht sind graubraun. Der Oberkopf ist grau. Die Flanken und der Steiß sind sandfarben. Die Unterseite, das Kinn, die Schnauzenseiten und die Oberseite der Füße sind weiß. Die Augen sind groß. Der Schwanz ist rosabraun mit schwarzen Haaren entlang der Oberseite.

## Vorkommen
Die Kakadu-Maus ist nur vom Quellgebiet des South Alligator River und des Mary River im Süden des Kakadu-Nationalparks sowie vom Litchfield-Nationalpark im australischen Northern Territory bekannt.

## Lebensraum
Die Kakadu-Maus bewohnt Kieshänge mit Waldland, das von Bäumen wie Eucalyptus dichromophloia und Eucalyptus tintinnans sowie hochwachsenden Gräsern dominiert ist.

## Lebensweise
Über die Lebensweise der Kakadu-Maus ist nur wenig bekannt. Die Art sucht in Bauten Unterschlupf, deren Eingänge von Kieselsteinen umgeben sind und später mit kleinen Kieshügeln verschlossen werden. Bei Tieren in Gefangenschaft waren sieben Würfe mit 22 Jungen über eine Periode von neun Monaten zu verzeichnen. Die Nahrung besteht hauptsächlich aus Grassamen.

## Status
Die Kakadu-Maus ist auf ein ziemlich kleines Verbreitungsgebiet beschränkt. Die IUCN stuft die Art in die Kategorie „gefährdet“ (vulnerable) ein. Als Hauptgefährdung gelten Brände.